# التقنين في الولايات المتحدة

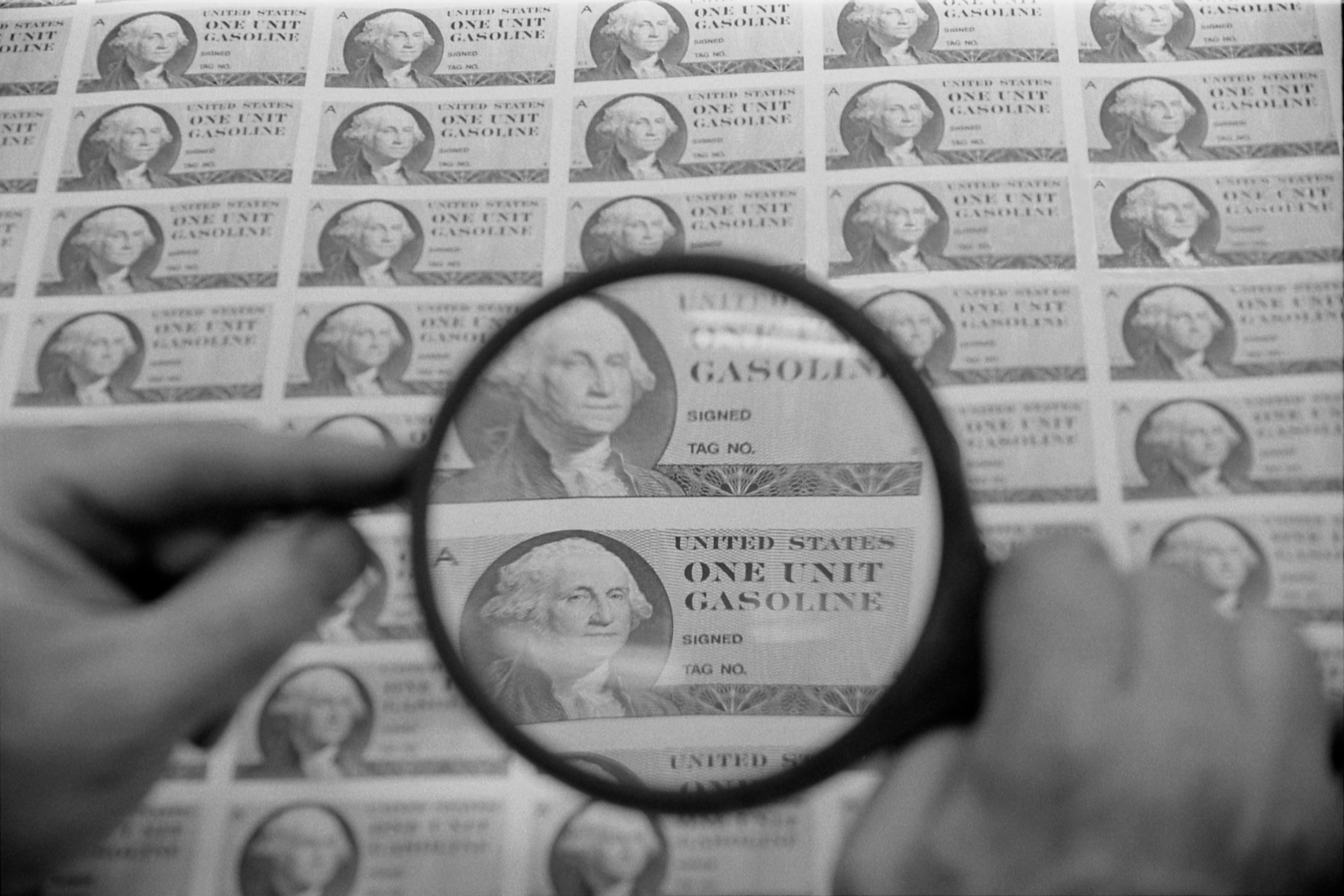

التقنين هو التوزيع الخاضع للسيطرة للموارد أو السلع أو الخدمات النادرة، أو تقييد الطلب المصطنع. يتحكم التقنين في حجم الحصة التموينية، التي تشكل جزءًا معينًا من الموارد الموزعة في يوم معين أو في وقت معين.
بدأ التقنين في الولايات المتحدة على مراحل أثناء الحرب العالمية الثانية.

## الحرب العالمية الأولى
على الرغم من أن الولايات المتحدة لم يكن لديها تقنين للغذاء في الحرب العالمية الأولى، إلا أنها اعتمدت بشكل كبير على حملات البروباغندا لإقناع الناس بالحد من استهلاكهم للغذاء.
من خلال شعارات مثل «الطعام سيفوز بالحرب» و«وجبات دون لحم» و«أيام أربعاء بلا قمح»، خفضت إدارة الأغذية الأمريكية برئاسة هربرت هوفر الاستهلاك الوطني بنسبة 15 في المئة.

## الحرب العالمية الثانية
في صيف عام 1941، دعا البريطانيون الأمريكيون إلى الحفاظ على الغذاء لتوفير المزيد من الطعام ليذهب إلى رجال بريطانيا المقاتلين في الحرب العالمية الثانية. حذر مكتب إدارة الأسعار الأمريكيين من نقص محتمل في البنزين والفولاذ والألمنيوم والكهرباء. اعتُقد أنه مع تحول المصانع إلى الإنتاج العسكري واستهلاك الكثير من الإمدادات الهامة، سيكون التقنين ضروريًا إذا دخلت البلاد الحرب. وضع المكتب نظام تقنين بعد الهجوم على بيرل هاربر في السابع من ديسمبر.

### كتب التموين والطوابع والعملات الرمزية
تولى نحو 5500 مجلس توزيع محلي، معظمها من العمال المتطوعين الذين اختارهم المسؤولون المحليون، أعمال إصدار كتب التقنين وتبادل الطوابع المستعملة للحصول على الشهادات. دخلت مستويات عديدة من التقنين حيز التنفيذ. وُزعت بعض المواد، مثل السكر، توزيعًا متساويًا على أساس عدد الأشخاص في الأسرة المعيشية. لم تُقنن الأشياء الأخرى، مثل البنزين أو زيت الوقود، إلا لأولئك الذين يستطيعون تبرير احتياجهم. مُنح أصحاب المطاعم وغيرهم من التجار مزيدًا من التوافر، ولكن كان يتعين جمع طوابع التموين لإعادة تخزين إمداداتهم. في مقابل الطوابع التموينية المستخدمة، سلمت مجالس الحصص التموينية شهادات إلى المطاعم والتجار للإذن بشراء المزيد من المنتجات.
كان لكل طابع تمويني رسم عام لطائرة، ومسدس، ومدافع، وحاملة طائرات، وسنبلة قمح، وفاكهة، إلخ، ورقم تسلسلي. كان لدى بعض الطوابع أيضًا حروف أبجدية. لم يحدد نوع السلع المقننة وكميتها في معظم الطوابع ولم تحدد إلا في وقت لاحق عندما نشرت الصحف المحلية، على سبيل المثال، أنه ابتداءً من تاريخ محدد، سيُطلب طابع طائرة واحدة (بالإضافة إلى النقود) لشراء زوج واحد من الأحذية وطابع واحد ذو الرقم 30 من كتاب التموين أربعة لشراء 5 جنيهات (2.3 كيلو غرام) من السكر. تغيرت كميات السلع من وقت لآخر حسب مدى توفرها. استُخدمت الطوابع الحمراء في تقنين اللحوم والزبدة، واستُخدمت الطوابع الزرقاء في تقنين الأغذية المعالجة.
لتمكين إجراء تغيير للطوابع التموينية، أصدرت الحكومة مسكوكات أو عملات رمزية باسم «النقطة الحمراء» لتُمنح مقابل الطوابع الحمراء، وعملات رمزية باسم «النقطة الزرقاء» مقابل الطوابع الزرقاء. كانت العملات الحمراء والزرقاء بحجم عملة الدايم تقريبًا (16 ملليمتر (0.63 بوصة) وكانت مصنوعة من مادة ألياف خشبية مضغوطة ورقيقة، لأن المعادن كانت في حالة نقص في الإمدادات.
كانت هناك سوق سوداء في الطوابع. للحيلولة دون ذلك، أمر مكتب إدارة الأسعار البائعين بعدم قبول الطوابع التي لا يتلفونها بأنفسهم من الكتب. غير أن المشترين تحايلوا على هذا بالقول إن الطوابع «سقطت». في الواقع، قد يكونون حاصلين على طوابع من أفراد عائلة آخرين أو أصدقاء، أو السوق السوداء.
انتهت معظم قيود التقنين في أغسطس عام 1945 فيما عدا تقنين السكر، الذي استمر حتى عام 1947 في بعض أنحاء البلاد.